# Heliotropium griffithii
Heliotropium griffithii är en strävbladig växtart som beskrevs av Pierre Edmond Boissier. Heliotropium griffithii ingår i Heliotropsläktet som ingår i familjen strävbladiga växter. Inga underarter finns listade i Catalogue of Life.